# Ай-Чичек
Айчичек (туркм. Aýçiçek; ? — 1221) — одна из жен хорезмшаха Мухаммеда, по происхождению туркменка; мать хорезмшаха Джелал-ад-Дина.

## Биография
Точное происхождение неизвестно, попала в гарем к хорезмшаху Мухаммеду и стала матерью его старшего сына Джелал-ад-Дина.
Была нелюбима своей свекровью Теркен-хатун, когда в 1220 году той предложили бежать к внуку она сказала:«Прочь, пропади он вовсе! Как я могу опуститься до того, чтобы стать зависимой от милости сына Ай-Чичек — так звали мать Джалал ад-Дина — и находиться под его покровительством, и это после моих детей Узлаг-шаха и Ак-шаха? Даже плен у Чингиз-хана и мое нынешнее унижение и позор для меня лучше, чем это!»
Когда в 1221 году, её сын настигнутый монгольскими воинами под предводительством Чингисхана, руководил войском в битве, и когда было ясно, что битва проиграна, вместе с его жёнами из гарема, просила помочь спасти их от плена:«Заклинаем тебя Аллахом, убей нас и спаси нас от плена!»
Погибла в Инде вместе со своими невестками, брошенными в реку по приказу сына. В плен к Чингисхану попал лишь семилетний сын Джалал ад-дина, которого Чингис-хан приказал сразу убить.